# Małgorzata Maria Jankowska
Małgorzata Maria Jankowska (ur. 3 grudnia 1970) – polska historyczka sztuki, kuratorka sztuki, malarka, poetka, prorektorka Akademii Sztuk Pięknych w Gdańsku.

## Życiorys
Małgorzata Jankowska w 1997 ukończyła studia w zakresie ochrony dóbr kultury na Uniwersytecie Mikołaja Kopernika w Toruniu. Tamże w 2003 doktoryzowała się w dyscyplinie nauk o sztuce na podstawie dysertacji napisanej pod kierunkiem Jerzego Malinowskiego (był także promotorem jej pracy magisterskiej) pt. Wideo – wideo instalacja – wideo performance w Polsce w latach 1973–1994. W 2019 otrzymała na Uniwersytecie Wrocławskim stopień doktorki habilitowanej nauk humanistycznych w dyscyplinie nauki o sztuce, przedstawiwszy osiągnięcie naukowe Jedna o wielu twarzach. Natalia Lach-Lachowicz – strategie i formy obecności.
W latach 2002–2019 wykładała na Uniwersytecie Mikołaja Kopernika w Toruniu. Od 2014 związana zawodowo z Akademią Sztuk Pięknych w Gdańsku. Kierowniczka tamtejszego Zakładu Historii i Teorii Sztuki. Prorektorka ASP w Gdańsku do spraw nauki, spraw studenckich i doktoranckich w kadencji 2024–2028.
Jej zainteresowania naukowe obejmują takie zagadnienia jak: sztuka nowych mediów (w tym obecności w nich artystek oraz związków pomiędzy sztuką, nauką i technologią, obecność nowych mediów w przestrzeniach muzealnych i galeryjnych), intermedia, interaktywność; teoria sztuki współczesnej, zagadnienia współczesnej kultury; rola mediów organicznych, sztuk nowych mediów; sztuka biologiczna (bio art).
Kuratorka sztuki (współpracowała m.in. z toruńską Galerią Sztuki Wozownia). Para się także poezją i malarstwem.
Wiceprezeska Stowarzyszenia Sztuki Nowoczesnej w Toruniu, członkini Międzynarodowego Stowarzyszenia Krytyków Sztuki.